# إرنست بورن
إرنست بورن (بالإنجليزية: Ernest Born)‏ هو مصمم ومهندس معماري أمريكي، ولد في 21 فبراير 1898 في سان فرانسيسكو في الولايات المتحدة، وتوفي في 5 سبتمبر 1992 في سان دييغو في الولايات المتحدة.